# A magyar női labdarúgó-válogatott mérkőzései 2017-ben
A magyar női labdarúgó-válogatott mérkőzései 2017-ben.
Szövetségi kapitány:
- Markó Edina

## Mérkőzések
| 263. mérkőzés 2017. március 1. Ciprus-kupa | Magyarország | 0 – 2             | Wales                 | Paralimni |
| 263. mérkőzés 2017. március 1. Ciprus-kupa |              | 0 – 1 Jegyzőkönyv | Ward 34' Estcourt 66' | Paralimni |

| 264. mérkőzés 2017. március 3. Ciprus-kupa | Magyarország | 0 – 0 | Írország | Paralimni |
| 264. mérkőzés 2017. március 3. Ciprus-kupa | Jegyzőkönyv  |       |          | Paralimni |

| 265. mérkőzés 2017. március 6. Ciprus-kupa | Magyarország          | 2 – 1             | Csehország                      | Paralimni |
| 265. mérkőzés 2017. március 6. Ciprus-kupa | Németh 27' Zeller 88' | 1 – 0 Jegyzőkönyv | Krejcirikova 44′ Martinkova 86' | Paralimni |

| 266. mérkőzés 2017. március 8. Ciprus-kupa | Magyarország  | 1 – 3             | Új-Zéland                 | Paralimni |
| 266. mérkőzés 2017. március 8. Ciprus-kupa | Németh L. 25' | 1 – 1 Jegyzőkönyv | Pereira 37' White 61' 93' | Paralimni |

| 267. mérkőzés 2017. április 5. barátságos | Magyarország           | 2 – 2             | Szlovénia           | Telki |
| 267. mérkőzés 2017. április 5. barátságos | Csiszár 1' Nagy Á. 87' | 1 – 0 Jegyzőkonyv | Zver 48' Tibaut 68' | Telki |

| 268. mérkőzés 2017. június 7. barátságos 16:30 | Magyarország                               | 4 – 0             | Bulgária | Balmazújváros |
| 268. mérkőzés 2017. június 7. barátságos 16:30 | Mosdóczi 23' Zágor 30' Vágó 55' Zeller 83' | 2 – 0 Jegyzőkonyv |          | Balmazújváros |

| 269. mérkőzés 2017. július 28. Balaton kupa 17:30 | Magyarország  | 1 – 1             | Szerbia       | Balatonfüred |
| 269. mérkőzés 2017. július 28. Balaton kupa 17:30 | Magyarics 77' | 0 – 1 Jegyzőkönyv | Radojičić 19' | Balatonfüred |

| 270. mérkőzés 2017. július 30. Balaton kupa 15:00 | Magyarország                | 3 – 2             | Románia              | Balatonfüred |
| 270. mérkőzés 2017. július 30. Balaton kupa 15:00 | Csiszár 72' 84' Nagy Á. 82' | 0 – 1 Jegyzőkönyv | Sandu 38' Obreja 56' | Balatonfüred |

| 271. mérkőzés 2017. szeptember 14. barátságos 17:00 | Magyarország | 0 – 3             | Skócia                           | Telki |
| 271. mérkőzés 2017. szeptember 14. barátságos 17:00 |              | 0 – 2 Jegyzőkönyv | Clelland 15' Emslie 27' Ross 89' | Telki |

| 272. mérkőzés 2017. szeptember 19. vb-selejtező 18:00 | Magyarország           | 1 – 6             | Dánia                                                                | Gyirmót, Alcufer stadion Játékvezető: Ewa Augustyn (POL) |
| 272. mérkőzés 2017. szeptember 19. vb-selejtező 18:00 | Jakabfi 41' (11-esből) | 1 – 2 jegyzőkönyv | Nadim 28' (11-esből) Troelsgaard 44' 67' 74' Harder 55' Sørensen 88' | Gyirmót, Alcufer stadion Játékvezető: Ewa Augustyn (POL) |

| 273. mérkőzés 2017. október 19. vb-selejtező 15:30 | Magyarország      | 2 – 2             | Horvátország               | Gyirmót, Alcufer stadion Játékvezető: Shona Shukrula (NED) |
| 273. mérkőzés 2017. október 19. vb-selejtező 15:30 | Csiszár 75' 90+4' | 0 – 0 jegyzőkönyv | Žigić 79' Dujmenović 90+1' | Gyirmót, Alcufer stadion Játékvezető: Shona Shukrula (NED) |

| 274. mérkőzés 2017. október 24. vb-selejtező 18:45 | Svédország                                       | 5 – 0             | Magyarország | Borås, Borås Arena Játékvezető: Meliz Özçiğdem (TUR) |
| 274. mérkőzés 2017. október 24. vb-selejtező 18:45 | Hurtig 14' Fischer 20' Asllani 42' 50' Seger 43' | 4 – 0 jegyzőkönyv |              | Borås, Borås Arena Játékvezető: Meliz Özçiğdem (TUR) |

| 275. mérkőzés 2017. november 24. vb-selejtező 15:00 | Magyarország | 0 – 1             | Ukrajna            | Balmazújváros Játékvezető: Paula Brady (IRL) |
| 275. mérkőzés 2017. november 24. vb-selejtező 15:00 |              | 0 – 0 jegyzőkönyv | Apanascsenko 90+4' | Balmazújváros Játékvezető: Paula Brady (IRL) |